# 2011年威斯康辛州抗議
2011年威斯康辛州抗議是美國從2011年2月開始的一系列大規模示威活動，主要針對威斯康辛州州長斯科特·沃克（Scott Walker）提出的《預算修復法案》（Budget Repair Bill），該法案旨在削減公共部門工會的集體談判權。抗議活動在高峰期吸引了多達10萬人抗議者參與，成為美國近年來最大規模的勞工抗議之一。

## 抗議

### 2月
|  |  |
|  |  |